# Petr Sklenička

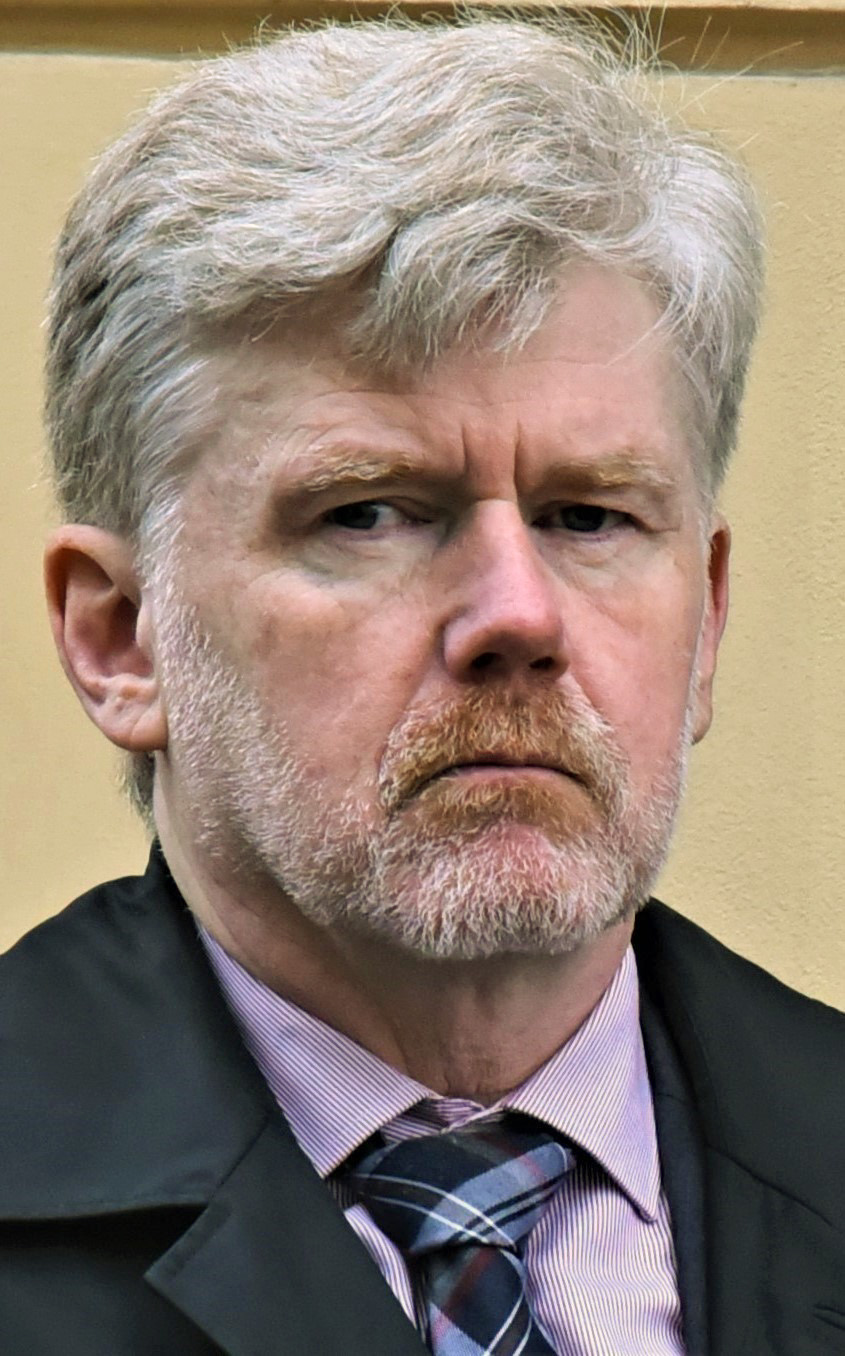
Petr Sklenička (2019)

Petr Sklenicka  (* 1. Februar 1964 in Česká Lípa) ist ein tschechischer Hochschullehrer der Umweltwissenschaften. Seit Februar 2018 ist er Rektor der Tschechischen Agraruniversität Prag (CZU).

## Leben und Wirken
Nach der Gründung der Fakultät für Umweltwissenschaften im Jahr 2007 wurde Sklenica Dekan der Fakultät und blieb dies bis 2014, in den Jahren 2014 bis 2018 war er Prorektor für Wissenschaft und Forschung der CZU.
Sklenicka führt Seminare und Übungen um Thema Boden- und Landschaftsschutz insbesondere Landmanagement, Landmodifikationen und Landschaftsökologie durch.
Neben seinem Engagement an der  CZU  lehrt er seit 2005 an der Technischen Universität Prag. Im Jahr 2006 dozierte er für ein halbes Jahr als Gastprofessor für Land Management und natürliche Ressourcen an der Utah State University (USA).
Anlässlich des Monatswechsels Januar/Februar 2018 übernahm Sklenicka das Rektorat der CZU von Jiří Balík. Am 8. Oktober 2021 wurde Sklenicka für eine zweite Amtsperiode als Rektor bestätigt,

## Veröffentlichungen
- Ca. 200 wissenschaftliche Veröffentlichungen zu Landschaft und Stadtplanung; Landnutzungspolitik; Angewandte Energie.[5]